# Džejms L. Bruks
Džejms Lorens Bruks (engl. James Lawrence Brooks; Bruklin, 9. maj 1940) američki je producent, scenarista i filmski režiser nagrađen s tri Oskara i devetnaest Emija i Zlatnih globusa.
Najpoznatiji je kao producent televizijskih hit serija kao što su The Mary Tyler Moore Show, The Simpsons (za koju je stvorio brojne likove kao porodicu Bovijer), Rhoda i Taxi. Njegov najpoznatiji film je Vreme nežnosti, za koga je dobio tri Oskara godine 1984.

## Spoljašnje veze
- Džejms L. Bruks na sajtu  (jezik: engleski)